# Чемпионат СССР по современному пятиборью 1955
III Чемпионат СССР по современному пятиборью был проведен в Ростове-на-Дону с 24 по 28 августа 1955 года.
Главный судья — судья всесоюзной категории О. Н. Логофет. Судьи: С. Штейншнейдер (Украина), Н. Шеменков (Москва), Г. Манческо (Украина).
На старт вышло 39 спортсменов, представлявших 10 команд союзных республик Советского Союза, 3 команды Москвы и одна — Ленинграда. Награды разыгрывались в личном и командном первенстве. Чемпионат СССР являлся последним соревнованием в системе отбора в состав команды для участия в VI чемпионате мира 1955 года в г. Маглинген  Швейцария.
Так же с 24 по 26 августа прошло лично-командное Первенство СССР по троеборью (стрельба, плавание и бег).
Соревнования прошли по новой системе подсчета очков, которую Международная федерация пятиборья ввела с 1953 года. Если раньше победитель определялся по сумме мест, занятых спортсменом в каждом виде пятиборья, то теперь в каждом виде очки начислялись за конкретный результат.
Следует отметить, что отдельные комитеты прислали команды без лошадей, в результате этого команды Азербайджана, Украины, Киргизии, Узбекистана, Казахстана вынуждены были выступать по программе троеборья — без конного кросса и фехтования.

## Верховая езда
24 августа 1955 года.
Соревнования по конному кроссу проходили в городе Новочеркасск (Ростовская область) в Аксайской долине. Дистанция конного кросса 5 км, оказалась довольно сложной, изобиловавшей многочисленными поворотами и трудными препятствиями.
У большинства команд были плохо подготовлены лошади. В итоге один из сильнейших пятиборцев страны, мастер спорта Игорь Новиков занял только 28 место, получив всего 410 очков.
*Результаты. Конный кросс. Личное первенство.
| Место | Спортсмен      | Республика спортивное общество | Время  | Очки   |
| ----- | -------------- | ------------------------------ | ------ | ------ |
| 1.    | К. Сальников   | Москва · Советская Армия       | 8.37,0 | 1207,5 |
| 2.    | Л. Африканов   | РСФСР Рязань · Спартак         | 8.56,0 | 1160   |
| 3.    | П. Ракитянский | Москва · Советская Армия       | 8.38,9 | 1132,5 |

*Результаты. Конный кросс. Командное первенство.
| Место | Республика спортивное общество |
| ----- | ------------------------------ |
| 1.    | Москва — 1                     |
| 2.    | Москва — 2                     |
| 3.    | Грузинская ССР                 |

## Фехтование
25 августа 1955 года.
После фехтовального турнира на первое место по сумме двух видов вышел Владимир Сальников — 2102,5 оч. В командном зачете 1 место заняла первая команда Москвы.
*Результаты. Личное первенство.
| Место | Спортсмен      | Республика спортивное общество           | Победы | Очки |
| ----- | -------------- | ---------------------------------------- | ------ | ---- |
| 1.    | П. Ракитянский | Москва · Советская Армия                 | 27     | 965  |
| 2.    | А. Певцов      | Грузинская ССР Тбилиси · Динамо          | 27     | 965  |
| 3.    | И. Михайлицкий | Грузинская ССР Тбилиси · Советская Армия | 26     | 930  |

*Результаты фехтование. Командное первенство.
| Место | Республика спортивное общество |
| ----- | ------------------------------ |
| 1.    | Москва — 1                     |
| 2.    | Грузинская ССР                 |
| 3.    | Москва — 2                     |

## Стрельба
26 августа 1955 года.
В третий день спортсмены состязались в соревнованиях по стрельбе из пистолета. Задача упражнения: поразить на расстоянии 25 метров появляющуюся на 3 сек. мишень. Каждый из участников должен сделать 20 выстрелов по 5 в 4 сериях. За результат 195 начислялось 1000 очков.
Стрельба является определяющим видом пятиборья, так как результаты в плавании и беге в основном каждому участнику уже известны, а стрельба остается загадкой. Никто не может быть твердо уверен за свой результат, пока не закончит последнюю серию выстрелов.
Так и случилось неожиданно Ракитянский, стреляя на одну смену раньше соперников, во второй серии посылает пулю мимо мишени, а это мину 10 очков. В итоге он выбивает всего 181 очко из 200 возможных.
В последней смене Сальников показав 190 оч. уверенно закрепляется на первом месте.
*Результаты. Личное первенство.
| Место | Спортсмен    | Республика спортивное общество | Результат | Очки |
| ----- | ------------ | ------------------------------ | --------- | ---- |
| 1.    | К. Сальников | Москва · Советская Армия       | 190       | 900  |
| 2.    | И. Новиков   | Армянская ССР Ереван · Динамо  | 187       | 840  |
| 3.    | Н. Татаринов | Ленинград Советская Армия      | 186       | 820  |

## Плавание
27 августа 1955 года.
Пятиборцы состязались в четвёртом виде плавании на дистанции 300 м вольным стилем.
Соревнования по плаванию проходили в Ростове-на Дону на открытой воде в бассейне, который был расположен прямо на реке. Между двумя пароходами протянули канаты, изображающие дорожки. Судейская коллегия расположилась на рядом на барже.
*Результаты. Личное первенство.
| Место | Спортсмен   | Республика спортивное общество | Результат | Очки |
| ----- | ----------- | ------------------------------ | --------- | ---- |
| 1.    | В. Жданов   | Москва · Советская Армия       | 4.04,6    | 984  |
| 2.    | Л. Воробьев | Москва · Советская Армия       | 4.09,5    | 962  |
| 3.    | И. Новиков  | Армянская ССР Ереван · Динамо  | 4.10,0    | 960  |

В соревновании троеборцев лучший результат показал Иван Дерюгин (Украина) - 3.50,0.

## Кросс
12 августа 1955 года.
Последний день соревнований проходил в лесу, на сильно пересеченной местности, с длинными подъемами и естественными препятствиями.
Командное первенство по кроссу выиграла первая команда Москвы.
*Результаты. Кросс. Личное первенство.
| Место | Спортсмен      | Республика спортивное общество  | Результат | очки |
| ----- | -------------- | ------------------------------- | --------- | ---- |
| 1.    | И. Михайлицкий | Грузинская ССР Тбилиси · Динамо | 13.42,4   | 1233 |
| 2.    | А. Туляков     | Москва · Динамо                 | 13.47,4   | 1218 |
| 3.    | А. Тарасов     | Ленинград Динамо                | 13.50,0   | 1210 |

## Итоги
В результате напряженной пятидневной борьбы звание чемпиона СССР 1955 года завоевал мастер спорта Константин Сальников (Москва), серебряную медаль чемпионата получил мастер спорта Павел Ракитянский, на третьем месте занял Анатолий Певцов (Грузия), впервые выполнивший норму мастера спорта СССР.
| Дисциплина           | Золото                                                           | Серебро                                               | Бронза                                           |
| Личное первенство    | Сальников Константин · Москва · Вооруженные Силы · 5003,5        | Ракитянский Павел · Москва · Советская Армия · 4898,5 | Певцов Анатолий · Грузинская ССР · Динамо · 4497 |
| Командное первенство | Москва-1 · К. Сальников · П. Ракитянский · И. Небабин · 14 260,5 | Грузинская ССР · 12 820                               | Москва-3 · 11 803,5                              |